# Köseli (Bismil)

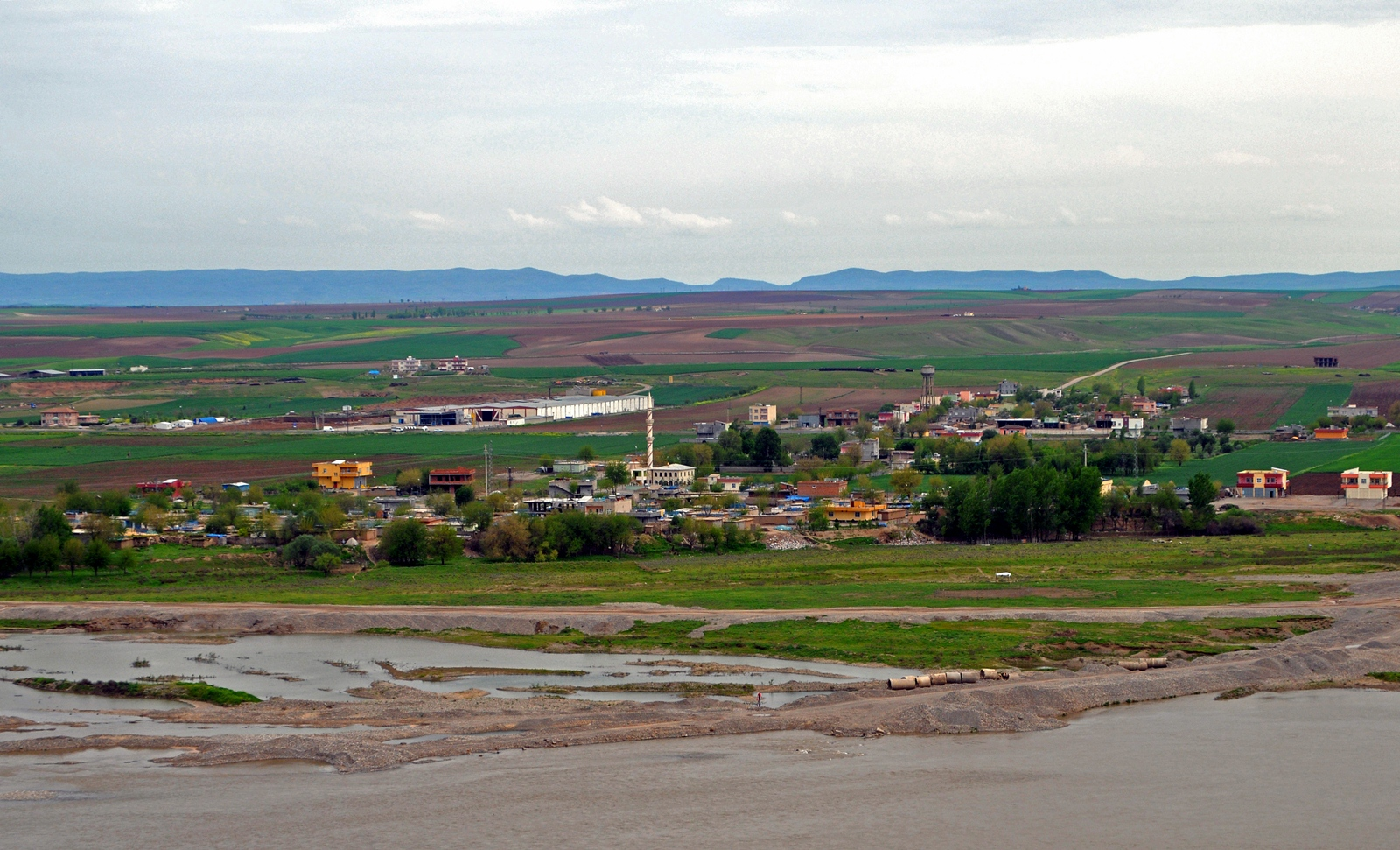
Blick auf Köseli

Köseli ist ein ehemaliges Dorf im Landkreis Bismil der türkischen Provinz Diyarbakır. Köseli liegt etwa 53 km südöstlich der Provinzhauptstadt Diyarbakır und 6 km westlich von Bismil am Tigris. Köseli hatte laut der letzten Volkszählung 2111 Einwohner (2014). Seit einer Gebietsreform 2014 ist der Ort ein Ortsteil der Kreisstadt Bismil.
Die Bevölkerung besteht hauptsächlich aus sunnitischen Türken. Köseli ist neben Aralık, Bakacak, Eliaçık, Karamusa, Recep, Türkmenhacı und Ulutürk eines der wenigen von Türken besiedelten Dörfer in der Provinz Diyarbakır. Der Name des Dorfes Köseli leitet sich von Köseali Bey ab, der hier im Dorf lebte.